# Mimi Lepori Bonetti
Pour les articles homonymes, voir Bonetti.
Mimi Lepori Bonetti, née le 2 avril 1949 à Lugano (originaire de Sala Capriasca) et morte le 25 juin 2016 dans la même ville, est une femme politique tessinoise, membre du Parti démocrate-chrétien, conseillère nationale et entrepreneuse sociale.

## Biographie

### Origines et famille
Mimi Lepori Bonetti naît sous le nom de Celestina Lepori le 2 avril 1949 à Lugano, dans le canton du Tessin. Elle est originaire de Sala Capriasca, dans le même canton.
Elle est la cadette des deux enfants d'Aldo Lepori (1916-1977), entrepreneur en bâtiment de Capriasche à Lugano, et de Gina Lepori-Miccoli (1915-1999),.

### Études
Mimi Lepori Bonetti effectue sa scolarité au Tessin et au pensionnat du collège catholique Stella Maris de Rorschach.
En 1973, elle obtient un diplôme d'assistante sociale à l'Université de Fribourg.
En 1974, elle passe sa licence en sciences sociales,.

### Parcours professionnel

#### Coordinatrice du département des œuvres sociales tessinoises
De 1972 à 1974, Mimi Lepori Bonetti décroche son premier emploi auprès du Département des œuvres sociales du canton du Tessin où elle s'occupe de la coordination des institutions pour les mineurs.

#### Coresponsable de Caritas diocésaine
De 1976 à 1996, Mimi Lepori Bonetti occupe le poste de coresponsable à la Caritas diocésaine, où elle introduit de nouveaux domaines d'activité et des méthodes d'intervention sociale innovantes. Parmi ses actions notables figurent l'accueil des réfugiés vietnamiens, surnommés boat people, au moyen d'un réseau de solidarité établi dans les paroisses, l'assistance aux victimes du tremblement de terre d'Irpinia, et l'élaboration des premiers programmes d'emploi destinés aux chômeurs de longue durée.

#### Fondatrice de l'agence Consono
De 1996 à 2016, elle crée et dirige Consono, une agence de conseil social sans but lucratif. Cette agence est un lieu où ses compétences, expériences et idées se rencontrent, lui permettant de réformer, restructurer, innover et s'adapter aux évolutions sociales et culturelles.
La Direction du développement et de la coopération du Département fédéral des affaires étrangères lui confie le mandat de rassembler les organisations non gouvernementales de la Suisse italienne. En 1999, elle réussit à fédérer jusqu'à 49 ONG et assume la présidence de la Fédération des ONG de la Suisse Italienne (FOSIT), poste qu'elle tient jusqu'en 2007.

### Parcours politique

#### Députée PDC
Entre 1983 et 1993, Mimi Lepori Bonetti est députée pour le Parti démocrate-chrétien (PDC) et vice-présidente en 1989, au sein du Grand Conseil du Tessin.

#### Conseillère nationale
Mimi Lepori Bonetti siège au Conseil national du 29 novembre 1993 au 3 décembre 1995. Elle y succède à Gianfranco Cotti (de), devenant la deuxième Tessinoise, après Alma Bacciarini, à rejoindre la Chambre basse.
« Je me présente comme une femme, comme une catholique, comme une personne engagée dans le secteur social. En tant que femme, je m'intéresse aux questions de la famille et de l'éducation des enfants ; en tant que catholique, ma référence est la doctrine sociale de l'Église, à partir de laquelle je peux m'approprier la manière dont un homme politique doit se mouvoir dans la société et surtout m'approprier les valeurs de la solidarité, de la subsidiarité, de la liberté. En tant que personne engagée dans les questions sociales, l'une de mes tâches sera de donner une voix aux problèmes des gens. Je crois que la première tâche de la politique est de répondre aux besoins humains. » dit-elle lors de son élection.

#### Membre de la commission AVS
En dépit de sa non-réélection en 1995, Mimi Lepori Bonetti continue d'occuper des postes importants. Elle participe également à diverses commissions cantonales dédiées à l'orientation des politiques sociales et sanitaires, ainsi qu'à des commissions extraparlementaires fédérales et groupes d'experts abordant des questions liées à l'Assurance vieillesse et survivants (AVS), aux défis posés par le vieillissement, au racisme, et au développement durable.

#### Conseillère à la Haute école spécialisé de la Suisse italienne
Entre 1997 et 2004, elle occupe un poste au conseil de la Haute école spécialisée de la Suisse italienne. Elle joue un rôle clé dans la création du master en « Communication Interculturelle » et contribue au développement de la formation professionnelle dans les secteurs de la santé et du social.

#### Candidate au conseil municipal de Lugano
En 2004 et en 2008, lors de l'élection de l'exécutif, elle se porte candidate au conseil municipal de Lugano, mais arrive derrière Paolo Beltraminelli.

### Engagements associatifs
Pendant ses études, Mimi Lepori Bonetti rejoint le mouvement catholique Communion et Libération (CL).
Entre 1990 et 2007, Mimi Lepori Bonetti assume la présidence de plusieurs organisations clés dans le canton du Tessin, notamment la Fondazione Antonia Vanoni, la FOSIT, l'ACPT, Formas, et l'Atis. Elle joue également un rôle significatif dans le développement de la santé et du social au Tessin, en contribuant à la SUPSI. Sa participation active dans diverses commissions sur les thématiques sociales et sanitaires est sollicitée par le Conseil d'État,.
En 1996, elle cofonde et devient directrice de la Fondazione San Gottardo pour la prise en charge des personnes handicapées. L'année suivante, elle crée l'Associazione di Cooperazione Ticinesi e Associati (ACTA), une association pour l'aide au développement.

### Vie privée
En 1976 Mimi Lepori Bonetti retourne au Tessin et épouse en 1983, Daniele Bonetti, enseignant et membre de la famille d'entrepreneurs Bonetti, avec qui elle a deux enfants: Ilaria en 1986 et Eugenio en 1987.
Durant toute sa vie, Mimi Lepori Bonetti est profondément marquée par l'importance de sa famille, son engagement actif avec Communion et Libération, ainsi que par sa passion inébranlable pour la montagne.

### Mort
Mimi Lepori Bonetti meurt d'une longue maladie le 25 juin 2016,.
Une cérémonie religieuse a lieu à l'église San Nicolao de Besso, en présence de figures politiques importantes, telles que Paolo Beltraminelli, président du Conseil d'État, ainsi que de famille et amis venus lui rendre un dernier hommage. Sa sépulture a lieu au cimetière de Lugano le 27 juin 2016.

## Publications
- (it) Mimi Lepori, Gli operatori sociali. Aspetti della formazione sociale nella realtà del Cantone Ticino, 1978
- (it) Mimi Lepori et Giosanna Crivelli, Impresa A. Lepori SA, 1947-2007. 60 anni di cantieri in 60+1 momenti, 2007

### Fonds d'archives
- Associazione archivi riuniti delle donne Ticino, Massagno, Raccolta documentaria Donne ticinesi, Mimi Lepori Bonetti.